# بلوند عصبانی
بلوند عصبانی (به انگلیسی: Angry Blonde) یک کتاب غیر داستانی است که توسط خواننده رپ آمریکایی امینم نوشته شده، و در سال ۲۰۰۰ منتشر شده‌است. این کتاب برای اولین بار در ۲۱ نوامبر سال ۲۰۰۰ توسط انتشارات هارپرکالینز منتشر شد و شامل تفسیرهای امینم از آهنگهایش و همچنین چندین عکس است که قبلاً منتشر نشده بود. نسخه چاپی در سال ۲۰۰۲ منتشر شد. این کتاب به عنوان یکی از گزینه‌های سریع برای خوانندگان بزرگسال جوان اکراه برای انجمن کتابخانه آمریکا در سال ۲۰۰۲ ذکر شده‌است.

## خلاصه کتاب
در این کتاب امینم دربارهٔ آهنگهایی خود نوشته‌است، به‌خصوص ترانه‌های جنجال‌برانگیز خود. شعر این ترانه‌ها بدون سانسور در اثر ذکر شده‌است (منجر به فروش کتاب با برچسب مشاوره والدین)، با برداشت شخصی امینم از هر یک. آهنگ‌های ذکر شده در این کتاب شامل ترانه‌های کیم، آنطور که هستم و اسلیم شیدی واقعی است.

## بازخوردها
اندرو موشن، بلنتد عصباتی را مرور کرد و اظهار داشت: چنین زندگی استعاره‌ای که خطوط او دارند، همیشه طعمه‌ای برای قافیه‌های او است، که (به بیان ملایم تر) به نظر می‌رسد خوش شانس یا فرصت طلب باشد، و قطعاً متفکر نیست. سومین راه در نقد کتاب خود به نظر مشابهی استناد کرد و اذعان کرد تحت تأثیر متن قرار نگرفت.